# Hippodraco scutodens
L'ippodraco (Hippodraco scutodens) è un dinosauro erbivoro appartenente agli iguanodonti. Visse nel Cretaceo inferiore (Barremiano/Aptiano, circa 124 milioni di anni fa) e i suoi resti fossili sono stati ritrovati in Nordamerica (Utah).

## Descrizione
Questo dinosauro è conosciuto grazie a un cranio e a uno scheletro incompleti, sufficienti comunque a permettere una ricostruzione dell'animale. Hippodraco doveva essere molto simile ad altri iguanodonti cretacei come Mantellisaurus e Hypselospinus. Era lungo circa 4,5 metri e possedeva una corporatura relativamente gracile se rapportata a quella di Iguanodon o Barilium. Il cranio era piuttosto allungato e assomigliava vagamente a quello di un cavallo. 

## Classificazione

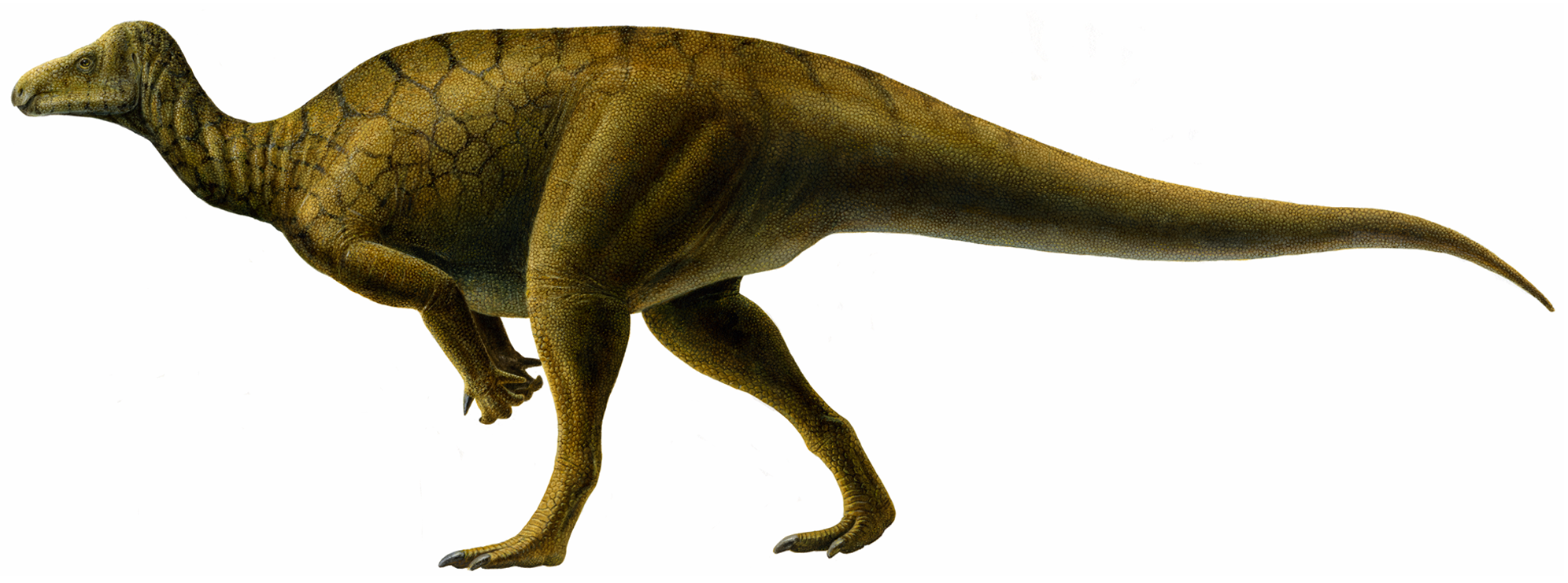
Ricostruzione di Hippodraco scutodens

I resti fossili di Hippodraco, descritti per la prima volta nel 2010, sono stati ritrovati nello Yellow Cat Member della formazione Cedar Mountain, nello Utah. Hippodraco è considerato un rappresentante degli iguanodonti, un gruppo di dinosauri erbivori che conobbero una notevole diffusione nel corso del Cretaceo. Hippodraco, in particolare, è considerato un membro basale degli Styracosterna, ovvero iguanodonti derivati ("evoluti") che annoverano fra gli altri lo stesso Iguanodon e i dinosauri a becco d'anatra. Le caratteristiche distintive di Hippodraco sono presenti nella mandibola, che lo differenziano da ogni altro iguanodonte noto. Si ritiene che la forma più prossima a questo animale fosse Theiophytalia, un altro iguanodonte del Cretaceo americano, dotato di un cranio molto simile.

## Significato del nome
Il nome generico deriva dalla parola greca hippos ("cavallo") e da quella latina draco ("drago"), in riferimento alla sua natura rettiliana e al suo muso simile a quello di un cavallo. L'epiteto specifico, scutodens, deriva dal latino scutum ("scudo lungo") e dens ("dente"), con riferimento alla forma delle corone dentali mandibolari.

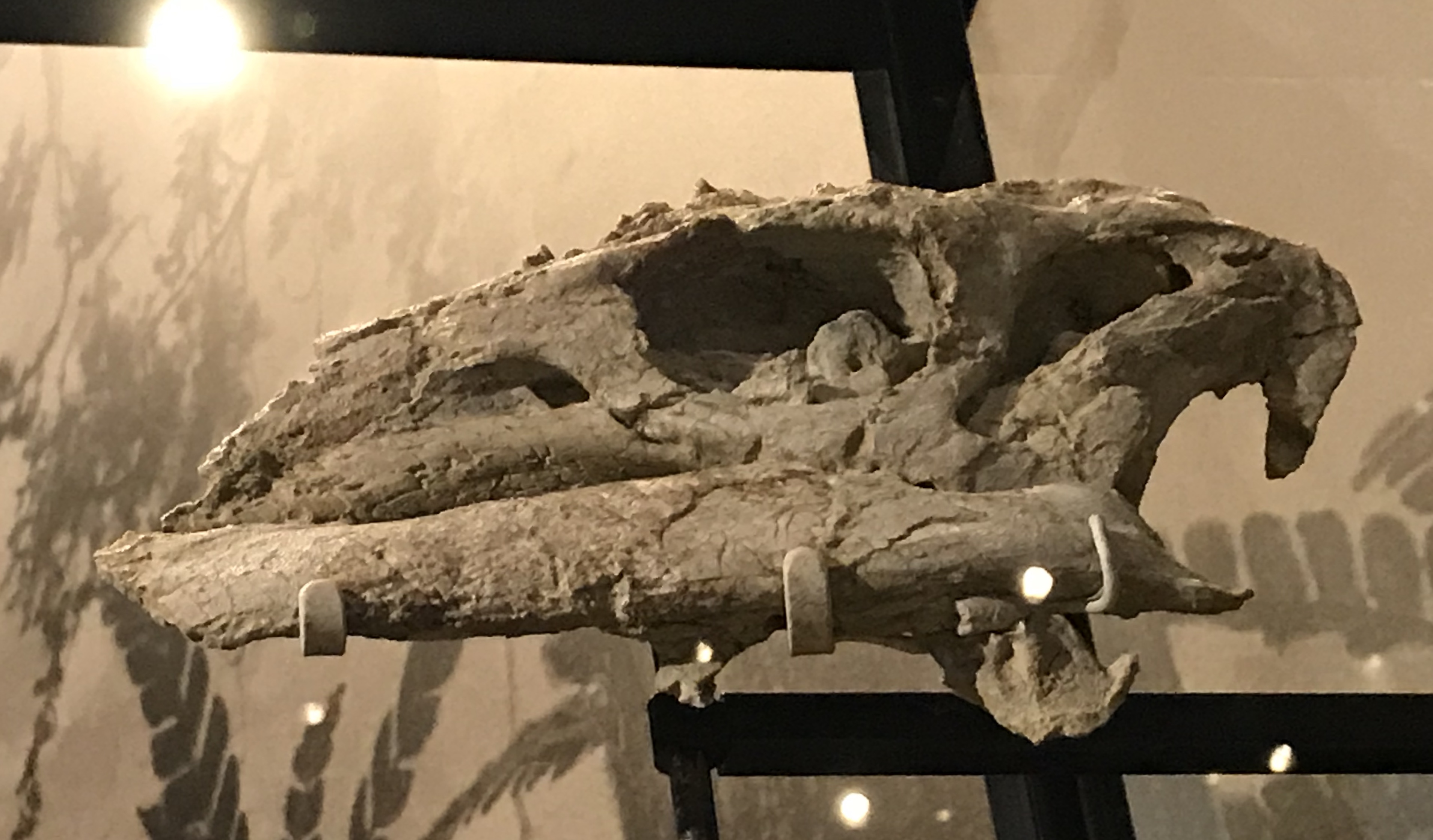
Cranio di Hippodraco scutodens

## Paleobiologia
La formazione Cedar Mountain dello Utah ha restituito numerosi fossili di iguanodonti: sono noti almeno sei diversi generi di questi dinosauri erbivori che abitavano la stessa zona, in un periodo compreso tra i 130 e i 100 milioni di anni fa. In particolare, nel Barremiano/Aptiano vissero Hippodraco e un altro iguanodonte più grande, Iguanacolossus; probabilmente i due animali occupavano nicchie ecologiche differenti.